# Torsöbron
Torsöbron är en bro över Östersundet i Vänern som förbinder fastlandet med Torsö. Bron invigdes 1994 och ersatte den reguljära färjetrafiken.